# 86. Infanterie-Division (Deutsches Kaiserreich)
Die 86. Infanterie-Division war ein Großverband der Preußischen Armee im Ersten Weltkrieg.

## Geschichte
Der Großverband ging aus der Division „Wernitz“ hervor, die seit Beginn des Ersten Weltkrieges bestand und im März 1915 als 86. Infanterie-Division etatisiert wurde. Sie kämpfte an der Ostfront bis zum dortigen Waffenstillstand. Ende Januar 1918 erfolgte die Verlegung nach Frankreich an die Westfront. Dort war sie bis Kriegsende im Einsatz und marschierte dann in die Heimat zurück. Hier wurde sie bis Anfang Februar 1919 demobilisiert und schließlich aufgelöst.

### Gefechtskalender

#### 1914
- ab 14. November – Stellungskämpfe bei Mława

#### 1915
- bis 12. Juli – Stellungskämpfe bei Mlawa
  - 20. bis 27. Februar – Schlacht von Przasnysz
  - 02. bis 9. März – Abwehrkämpfe vor Mlawa
- 13. bis 14. Juli – Durchbruch bei Przasnysz
- 18. bis 22. Juli – Verfolgungskämpfe zum unteren Narew
- 23. Juli bis 3. August – Schlacht am Narew
  - 24. Juli – Einnahme von Pultusk
  - 25. bis 26. Juli – am Prut und bei Ciepielin
- 04. bis 7. August – Schlacht am Orz
- 08. bis 10. August – Schlacht bei Ostrow
- 11. bis 12. August – Schlacht bei Tschishew-Sambrow
- 13. bis 18. August – Verfolgungskämpfe am oberen Narew und Nurzec
- 19. bis 25. August – Schlacht bei Bielsk
- 26. August bis 5. September – Verfolgungskämpfe am Swislocz und an der Naumka-Werecia
- 06. bis 7. September – Schlacht bei Wolkowyszk
- 08. bis 12. September – Schlacht an der Zelwianka und am Njemen
- 12. bis 17. September – Schlacht an der Szczara und Jelnia
- 17. bis 27. September – Verfolgungskämpfe in den litauischen Sümpfen
- ab 28. September – Stellungskämpfe an der Beresina, Olschanka und Krewljanka

#### 1916
- bis 15. März – Stellungskämpfe an der Beresina, Olschanka und Krewljanka
- 15. März bis 8. Juli – Stellungskämpfe zwischen Krewo, Smorgon, Narotsch, Tweretsch
  - 21. März bis 30. April – Schlacht am Narotsch
- 10. bis 26. Juli – Schlacht bei Gorodischtsche-Baranowitschi
- 27. Juli – Kämpfe am oberen Styr-Stochod
- 28. Juli bis 4. November – Schlacht bei Kowel
- ab 5. November – Kämpfe am oberen Styr-Stochod

#### 1917
- bis 1. Dezember – Kämpfe am oberen Styr-Stochod
- 02. bis 7. Dezember – Waffenruhe
- ab 17. Dezember – Waffenstillstand

#### 1918
- bis 29. Januar – Waffenstillstand
- 25. Januar bis 1. Februar – Transport nach dem Westen
- 01. Februar bis 29. Juni – Stellungskämpfe bei Reims
  - 1. März – Gefecht am Fort de la Pompelle
  - 27. Mai bis 13. Juni – Schlacht bei Soissons und Reims
- 30. Juni bis 4. Juli – Stellungskämpfe zwischen Oise, Aisne und Marne
- 05. bis 14. Juli – Stellungskämpfe zwischen Aisne und Marne
- 15. bis 17. Juli – Angriffsschlacht an der Marne und in der Champagne
- 18. bis 25. Juli – Abwehrschlacht zwischen Soissons und Reims
- 26. Juli bis 3. August – Bewegliche Abwehrschlacht zwischen Marne und Vesle
- 04. August bis 18. September – Stellungskämpfe bei Reims
- 18. September bis 9. Oktober – Kämpfe vor der Siegfriedfront
  - 19. bis 27. September – Kämpfe in der Siegfriedstellung
  - 28. September bis 9. Oktober – Stellungskämpfe nördlich der Ailette
- 10. bis 12. Oktober – Kämpfe vor der Hunding- und Brunhildfront
- 13. Oktober bis 4. November – Kämpfe in der Hundingstellung
- 05. bis 11. November – Rückzugskämpfe vor der Antwerpen-Maas-Stellung
- ab 12. November – Räumung des besetzten Gebietes und Marsch in die Heimat

## Gliederung

### Kriegsgliederung vom 13. September 1915
- 172. Infanterie-Brigade
  - Infanterie-Regiment Nr. 343
  - Infanterie-Regiment Nr. 344
- 171. Infanterie-Brigade
  - Infanterie-Regiment Nr. 341
  - Infanterie-Regiment Nr. 342
  - Reiter-Regiment Cleinow
  - Stab I./Garde-Landwehr-Fußartillerie-Regiment mit Ersatz-Abteilung
  - Feldartillerie-Regiment „Hochmeister“ Nr. 72
  - Ersatz-Abteilung/3. Ostpreußisches Feldartillerie-Regiment Nr. 79
  - II. Bataillon/Feldartillerie-Regiment Nr. 220

### Kriegsgliederung vom 3. Februar 1918
- 172. Infanterie-Brigade
  - Infanterie-Regiment Nr. 341
  - Infanterie-Regiment Nr. 343
  - Infanterie-Regiment Nr. 344
  - Radfahr-Kompanie Nr. 86
  - 3. Eskadron/Ulanen-Regiment „Großherzog Friedrich von Baden“ (Rheinisches) Nr. 7
- Artillerie-Kommandeur Nr. 65
  - Feldartillerie-Regiment Nr. 86
  - Fußartillerie-Bataillon Nr. 404
- Pionier-Bataillon Nr. 86
- Divisions-Nachrichten-Kommandeur Nr. 86

## Kommandeure
| Dienstgrad                   | Name                      | Datum                             |
| ---------------------------- | ------------------------- | --------------------------------- |
| Generalmajor                 | Theodor von Wernitz       | 02. August bis 20. März 1915      |
| Generalmajor/Generalleutnant | Karl Max Gronau           | 21. März 1915 bis 2. Juli 1918    |
| Oberst                       | Gottfried von Brauchitsch | 03. Juli 1918 bis 8. Februar 1919 |